# Fritz Kochendörfer
Friedrich Wilhelm (Fritz) Kochendörfer (* 1. Juli 1871 in Mannheim; † 14. März 1942 in Osterode am Harz) war ein deutscher Bildhauer und Unternehmer, der in Sonneberg, Thüringen aufwuchs.

## Leben
Der Sohn eines Puppenfabrikanten besuchte die Schule in Sonneberg. Mit seiner Heimatstadt verband ihn die Mitgliedschaft in der Ferialverbindung Solmontia zu Sonneberg, in der er den Couleurnamen „Frosch“ trug. Er studierte Bildhauerei an der Kunstakademie München, schloss das Studium aber aus Geldmangel der Familie – er hatte noch sechs Geschwister – nicht ab. Danach arbeitete Kochendörfer in Rom und Florenz überwiegend mit Marmor. Als er nach Deutschland zurückkehrte, trat er in den Dienst der Kunstanstalt Schumacher & Co. in Osterode am Harz, wo er mit der Herstellung von Figuren aus Kunstmarmor, sogenanntem „Marmalith“, große Erfolge erzielte.
Später machte er sich mit ähnlichen Produkten wie bei Schumacher & Co. in eigenen Werkstätten selbstständig. Die Firma beschäftigte zeitweise über 100 Mitarbeiter mit der Herstellung von Kleinplastiken in Marmor- und Steinguss und Terrakottagegenständen. Kochendörfer entwickelte ein Verfahren der Chromierung (Färbung), um alle gängigen Marmorarten zu imitieren. In eigenen Katalogen bewarb er die Erzeugnisse seiner Firma.

## Auszeichnungen
- 1891 Silberne Medaille für Kunst und Wissenschaft